# Plectranthus bracteatus
Plectranthus bracteatus là một loài thực vật có hoa trong họ Hoa môi. Loài này được (Dunn) Suddee mô tả khoa học đầu tiên năm 2004.